# Highway Star
"Highway Star" je jednou z nejslavnějších skladeb od skupiny Deep Purple, která byla vydaná na albu Machine Head. Její kytarová a varhanová sóla se stala inspirací pro následující hudební díla mnoha dalších muzikantů a hudebních skupin. Jon Lord říká, že jeho varhanové sólo je založeno na úryvku podobném Bachově kompozici.

## Historie
Skladba se zrodila na koncertním turné v roce 1971, když se jeden z reportérů ptal členů skupiny jakým způsobem komponují svou hudbu. Kytarista Ritchie Blackmore tehdy vzal do ruky akustickou kytaru a začal dokola brknat riff skládající se z jednoduchého "G" během kterého ho začal zpěvák Ian Gillan doprovázet jednoduchým zpěvem. Vylepšenou verzi této skladby skupina předvedla večer na vystoupení během toho samého dne. Poprvé se skladba objevila na jejich LP Machine Head z roku 1972.
Skladba je jednou ze základních hudebních děl, které skupina hrává na každém koncertním vystoupení a mnoho let byla tou, která jejich koncerty otvírala. V současnosti se píseň "Highway Star" hrává jako přídavek.

## Coververze
Skladba "Highway Star" je všeobecně považovaná za ranou speedmetalovou kompozici. Její coververze byly nahrané více skupinami tohoto, ale i jiných žánrů.
- Skupina Faith No More hraje minimálně jednu coververzi této skladby, kterou můžeme slyšet na druhém disku jejich "greatest hits" albu Who Cares a Lot?.
- Projekt X-Cops od GWAR nahráli cover s mírně odlišným textem, který byl více zaměřený na téma alba You Have the Right to Remain Silent... této skupiny.
- Metal Church nahráli cover na svém albu Metal Church.
- Australská skupina Saffire, hrající klasickou kytarovou hudbu, nahrála akustickou verzi skladby "Highway Star" v původním tempu na své album Nostalgica z roku 2004.
- Americká goticko/doom metalová skupina Type O Negative má svou verzi této skladby na své nejnovější kompilaci 'Best Of'
- Dream Theater nahráli 13. ledna 2006 skladbu spolu s celou svou verzí klasického koncertního alba od skupiny Deep Purple, které bylo vydáno pod názvem Made in Japan. Album vydal Mike Portnoy jako oficiální bootleg ve vydavatelství Ytse Jam Records.
- Bugotak, skupina z Novosibirsku vyrobila vlastní verzi skladby v burjatském jazyce a s použitím nástrojů původního obyvatelstva sibiřských oblastí.
- Coververze skladby "Highway Star" od Kaleba Jamesa je použitá i na jedné úrovni v Nintendo DS videohře nazvané Elite Beat Agents.
- V simpsonovské epizodě "Viva Ned Flanders" Homer Simpson mrzačí tuto píseň svým zpěvem, ve kterém slovo "car" nahrazuje slovem "Ned".